# Tennis Borussia Berlin 2000-2001
Questa voce raccoglie le informazioni riguardanti il Tennis Borussia Berlin nelle competizioni ufficiali della stagione 2000-2001.

## Stagione
Nella stagione 2000-2001 il Tennis Borussia Berlino, allenato da Mirko Slomka, Robert Jaspert e Friedhelm Haebermann, concluse il campionato di Regionalliga nord al 19º posto. In Coppa di Germania il Tennis Borussia Berlino fu eliminato al primo turno dall'Arminia Bielefeld.

## Rosa
| N. |                                 | Ruolo | Calciatore          |
| -- | ------------------------------- | ----- | ------------------- |
| 1  | Germania (bandiera)             | P     | Rene Renno          |
| 3  | Germania (bandiera)             | D     | Fabian Wohlgemuth   |
| 7  | Germania (bandiera)             | C     | Mike Jesse          |
| 7  | Germania (bandiera)             | C     | Jan Walle           |
| 9  | Germania (bandiera)             | A     | Michael Fuß         |
| 10 | Serbia (bandiera)               | C     | Ifet Taljević       |
| 15 | Turchia (bandiera)              | D     | Taşkın Aksoy        |
| 16 | Nigeria (bandiera)              | D     | Iloenusi Chikelue   |
| 17 | Germania (bandiera)             | C     | Goya Jaekel         |
| 18 | Germania (bandiera)             | A     | Niclas Weiland      |
| 19 | Germania (bandiera)             | C     | Michael Steinhauf   |
| 20 | Slovacchia (bandiera)           | D     | Ivan Kozák          |
| 22 | Germania (bandiera)             | D     | Roland Benschneider |
| 30 | Germania (bandiera)             | P     | Thomas Joos         |
| 35 | Serbia (bandiera)               | C     | Dusko Adamović      |
|    | Germania (bandiera)             | P     | Manuel Diederichs   |
|    | Bosnia ed Erzegovina (bandiera) | P     | Faris Efendić       |
|    | Germania (bandiera)             | D     | Manuel Cornelius    |
|    | Germania (bandiera)             | D     | Mike Frank          |
|    | Turchia (bandiera)              | D     | Tolga Günes         |
|    | Nigeria (bandiera)              | D     | Chiekelue Iloenyosi |
|    | Germania (bandiera)             | D     | Marcel Isakowitz    |
|    | Croazia (bandiera)              | D     | Davor Kraljevic     |
|    | Germania (bandiera)             | D     | Willi Kronhardt     |
|    | Macedonia del Nord (bandiera)   | D     | Sašo Lazarevski     |

| N. |                                 | Ruolo | Calciatore              |
| -- | ------------------------------- | ----- | ----------------------- |
|    | Germania (bandiera)             | D     | Stefan Malchow          |
|    | Germania (bandiera)             | D     | Thomas Manteufel        |
|    | Gambia (bandiera)               | D     | Momar Njie              |
|    | Germania (bandiera)             | D     | Nils Noltemeier         |
|    | Uruguay (bandiera)              | D     | Mario Ernesto Rodriguez |
|    | Bosnia ed Erzegovina (bandiera) | D     | Sasa Vidic              |
|    | Germania (bandiera)             | C     | Tim Felsenberg          |
|    | Germania (bandiera)             | C     | Martin Hauswald         |
|    | Germania (bandiera)             | C     | Thomas Heinicke         |
|    | Serbia (bandiera)               | C     | Elvis Jelmazi           |
|    | Germania (bandiera)             | C     | Felix Müller            |
|    | Germania (bandiera)             | C     | Jan Mutschler           |
|    | Bulgaria (bandiera)             | C     | Yasen Petrov            |
|    | Bosnia ed Erzegovina (bandiera) | C     | Bayram Sabani           |
|    | Germania (bandiera)             | C     | Gökhan Senol            |
|    | Germania (bandiera)             | C     | Stefan Simm             |
|    | Germania (bandiera)             | A     | Marcelo Bellomo         |
|    | Germania (bandiera)             | A     | Ibrahim Cil             |
|    | Nigeria (bandiera)              | A     | Ebi Empere              |
|    | Serbia (bandiera)               | A     | Ranisav Jovanović       |
|    | Germania (bandiera)             | A     | Sebastian Müller        |
|    | Australia (bandiera)            | A     | Tony Sterjovski         |
|    | Polonia (bandiera)              | A     | Tomasz Suwary           |
|    | Croazia (bandiera)              | A     | Igor Žiković            |

## Organigramma societario
Area tecnica
- Allenatore: Friedhelm Haebermann
- Allenatore in seconda:
- Preparatore dei portieri:
- Preparatori atletici:
- Analisi video:

## Calciomercato

### Sessione estiva
| Acquisti | Acquisti                | Acquisti          | Acquisti |
| R.       | Nome                    | da                | Modalità |
| -------- | ----------------------- | ----------------- | -------- |
| A        | Marcelo Bellomo         | Lok Stendal       |          |
| D        | Iloenusi Chikelue       | TeBe Berlino II   |          |
| D        | Manuel Cornelius        | TeBe Berlino II   |          |
| D        | Tolga Günes             | BFC Dynamo        |          |
| C        | Martin Hauswald         | Borea Dresda U19  |          |
| D        | Chiekelue Iloenyosi     | TeBe Berlino II   |          |
| C        | Mike Jesse              | Energie Cottbus   |          |
| C        | Markus Kernal           | Uerdingen 05      |          |
| D        | Davor Kraljevic         | Varaždin          |          |
| D        | Willi Kronhardt         | Lokomotive Lipsia |          |
| A        | Emmanuel Krontiris      | TeBe Berlino U19  |          |
| A        | Sebastian Müller        | Dinamo Dresda     |          |
| C        | Jan Mutschler           | BFC Dynamo U19    |          |
| P        | Rene Renno              | Hertha Berlino    |          |
| D        | Mario Ernesto Rodriguez | Kickers Stoccarda |          |
| C        | Stefan Simm             | Schweinfurt 05    |          |
| C        | Michael Steinhauf       | Hertha Berlino II |          |
| C        | Jan Walle               | VfL Halle 1896    |          |
| D        | Fabian Wohlgemuth       | Lichtenberg 47    |          |

| Cessioni | Cessioni           | Cessioni              | Cessioni |
| R.       | Nome               | a                     | Modalità |
| -------- | ------------------ | --------------------- | -------- |
| D        | Jan Suchopárek     | Slavia Praga          |          |
| A        | Emmanuel Krontiris | Borussia Dortmund     |          |
| C        | Bruno Akrapović    | Energie Cottbus       |          |
| C        | Manuel Benthin     | Union Berlino         |          |
| C        | Tonci Boban        | Erzgebirge Aue        |          |
| C        | Ansgar Brinkmann   | Osnabrück             |          |
| A        | Saša Ćirić         | Eintracht Francoforte |          |
| C        | Francisco Copado   | Unterhaching          |          |
| P        | Roman Görtz        | Carl Zeiss Jena       |          |
| D        | Matthias Hamann    | LR Ahlen              |          |
| P        | Andreas Hilfiker   | Ulma                  |          |
| D        | Olaf Kapagiannidis | Sachsen Lipsia        |          |
| A        | Enrico Kern        | Werder Brema          |          |
| D        | Ivan Kozák         | KSC Lokeren-Temse     |          |
| A        | Mike Lünsmann      | Sachsen Lipsia        |          |
| C        | Abu Njie           | Osnabrück             |          |
| C        | Abderrahim Ouakili | Magonza               |          |
| A        | Uwe Rösler         | Southampton           |          |
| C        | Artim Shakiri      | Vardar                |          |
| C        | Zbigniew Szewczyk  | Zagłębie Lubin        |          |
| C        | Christian Tiffert  | Stoccarda             |          |
| D        | Marko Tredup       | Union Berlino         |          |
| D        | Marco Walker       | San Gallo             |          |

### Sessione invernale
| Acquisti | Acquisti      | Acquisti    | Acquisti |
| R.       | Nome          | da          | Modalità |
| -------- | ------------- | ----------- | -------- |
| C        | Yasen Petrov  | Meppen      |          |
| A        | Tomasz Suwary | Lech Poznań |          |

| Cessioni | Cessioni      | Cessioni           | Cessioni |
| R.       | Nome          | a                  | Modalità |
| -------- | ------------- | ------------------ | -------- |
| C        | Markus Kernal | Kottingbrunn       |          |
| C        | Uwe Lehmann   | Hertha Berlino U19 |          |

## Risultati

### Regionalliga nord

#### Girone di andata
| Arbitro: | Hielscher |

|                             |           |  |
| Jesse 58’ (rig.) Empere 80’ | Marcatori |  |

| Arbitro: | Meyer |

|                  |           |                  |
| Meyer 79’ (rig.) | Marcatori | 30’ (rig.) Jesse |

| Arbitro: | Minskowski |

|                  |           |                                                          |
| Jesse 29’ (rig.) | Marcatori | 3’, 9’, 41’, 65’, 72’ Teixeira 62’ Bradasch 80’ Schmugge |

| Arbitro: | Späker |

|          |           |  |
| Harf 86’ | Marcatori |  |

| Arbitro: | Weber |

|                       |           |                      |
| Fuß 66’ Cornelius 88’ | Marcatori | 28’ Radtke 86’ Baich |

| Arbitro: | Keßler |

|                                        |           |               |
| Zechner 17’ Nikol 39’ Jesse 90’ (aut.) | Marcatori | 50’ Krontiris |

| Arbitro: | Rafati |

|                                    |           |                      |
| Fuß 22’ Bach 63’ (aut.) Empere 85’ | Marcatori | 48’ Iyodo 57’ Ebbers |

| Arbitro: | Seemann |

|                              |           |  |
| Weetendorf 24’ Rodrigues 49’ | Marcatori |  |

| 23 settembre 2000 9ª giornata |  | – turno di riposo |  |  |

| Arbitro: | Soltow |

|                     |           |              |
| Jaekel 37’ Simm 54’ | Marcatori | 38’ Lünsmann |

| Arbitro: | Frank |

|             |           |                                               |
| Nowacki 41’ | Marcatori | 40’ Benschneider 64’, 73’ Empere 81’ Taljević |

| Arbitro: | Gagelmann |

|  |           |            |
|  | Marcatori | 3’ Schanda |

| Arbitro: | Heynemann |

|                     |           |            |
| Lazic 24’ Röver 67’ | Marcatori | 29’ Jaekel |

| Arbitro: | Thomßen |

|  |           |                          |
|  | Marcatori | 57’ Kruskopf 80’ Leśniak |

| Arbitro: | Jauch |

|                               |           |  |
| Čupr 8’ Putilo 71’ Shittu 73’ | Marcatori |  |

| Arbitro: | Weber |

|  |           |           |
|  | Marcatori | 64’ Nouri |

| Arbitro: | Kreyer |

|            |           |             |
| Pinske 47’ | Marcatori | 77’ Jelmazi |

| Arbitro: | Späker |

|              |           |  |
| Taljević 36’ | Marcatori |  |

| Arbitro: | Hennecke |

|                          |           |  |
| Milde 38’, 59’ Boden 69’ | Marcatori |  |

#### Girone di ritorno
| Arbitro: | Müller |

|                  |           |  |
| Karp 8’ Wolf 34’ | Marcatori |  |

| Arbitro: | Grabanowski |

|               |           |                          |
| Iloenyosi 87’ | Marcatori | 70’ Milde 82’ Siedschlag |

| Arbitro: | Weber |

|  |           |                                 |
|  | Marcatori | 32’ (aut.) Koenen 72’ Steinhauf |

| Arbitro: | Wehnert |

|  |           |                             |
|  | Marcatori | 56’ Turgut 62’, 64’ Bärwolf |

| Arbitro: | Fleske |

|                     |           |            |
| Tutas 29’ Kruse 72’ | Marcatori | 57’ Suwary |

| Arbitro: | Otte |

|  |           |                                                             |
|  | Marcatori | 15’ Nikol 61’ Kremenliev 71’, 76’ (rig.) Teixeira 90’ Okeke |

| Arbitro: | Thomßen |

|                         |           |              |
| Altıntop 72’ Melkam 83’ | Marcatori | 90’ Hauswald |

| Arbitro: | Müller |

|                   |           |                                |
| Edmond 36’ (aut.) | Marcatori | 18’, 90’ Weetendorf 84’ Thomas |

| 17 marzo 2001 28ª giornata |  | – turno di riposo |  |  |

| Arbitro: | Seemann |

|                          |           |  |
| Filipović 25’ Härtel 48’ | Marcatori |  |

| Arbitro: | Melms |

|  |           |                |
|  | Marcatori | 21’ Tautenhahn |

| Arbitro: | Hennecke |

|                                                 |           |  |
| Nadj 14’ Majek 48’ Antwerpen 72’ Schuchardt 75’ | Marcatori |  |

| Arbitro: | Hahne |

|  |           |             |
|  | Marcatori | 13’ Küntzel |

| Arbitro: | Soltow |

|                                             |           |                            |
| Kuhn 44’, 62’ Leśniak 84’ Simonsen 89’, 90’ | Marcatori | 41’ Cornelius 85’ Hauswald |

| Arbitro: | Wegener-Gärtner |

|           |           |                                                                           |
| Jesse 49’ | Marcatori | 14’ (rig.) Marin 37’, 81’ Miletic 62’ Mollenhauer 64’ Putilo 90’ Fährmann |

| Arbitro: | Marks |

|                      |           |               |
| Zimin 11’ Mamoum 14’ | Marcatori | 45’ Kronhardt |

| Arbitro: | Thomßen |

|                |           |                                                     |
| Felsenberg 19’ | Marcatori | 58’ Bugri 61’ Gensler 77’ (rig.) Mehnert 90’ Pinske |

| Arbitro: | Häcker |

|                              |           |                    |
| Cengiz 35’ (rig.) Wojcik 46’ | Marcatori | 48’, 90’ Jovanović |

| Arbitro: | Schriever |

|               |           |                      |
| Jovanović 19’ | Marcatori | 89’ (aut.) Kraljevic |

### Coppa di Germania
| Arbitro: | Rafati |

|               |           |                                      |
| Cornelius 90’ | Marcatori | 25’ Aračić 35’ Porcello 66’ Labbadia |

## Statistiche

### Statistiche di squadra
| Competizione      | Punti | In casa | In casa | In casa | In casa | In casa | In casa | In trasferta | In trasferta | In trasferta | In trasferta | In trasferta | In trasferta | Totale | Totale | Totale | Totale | Totale | Totale | DR  |
| Competizione      | Punti | G       | V       | N       | P       | Gf      | Gs      | G            | V            | N            | P            | Gf           | Gs           | G      | V      | N      | P      | Gf     | Gs     | DR  |
| ----------------- | ----- | ------- | ------- | ------- | ------- | ------- | ------- | ------------ | ------------ | ------------ | ------------ | ------------ | ------------ | ------ | ------ | ------ | ------ | ------ | ------ | --- |
| Regionalliga nord | 23    | 18      | 4       | 2       | 12      | 16      | 42      | 18           | 2            | 3            | 13           | 17           | 38           | 36     | 6      | 5      | 25     | 33     | 80     | -47 |
| Coppa di Germania | -     | 1       | 0       | 0       | 1       | 1       | 3       | 0            | 0            | 0            | 0            | 0            | 0            | 1      | 0      | 0      | 1      | 1      | 3      | -2  |
| Totale            | 23    | 19      | 4       | 2       | 13      | 17      | 45      | 18           | 2            | 3            | 13           | 17           | 38           | 37     | 6      | 5      | 26     | 34     | 83     | -49 |

### Andamento in campionato
| Giornata  | 1 | 2 | 3  | 4  | 5  | 6  | 7  | 8  | 9  | 10 | 11 | 12 | 13 | 14 | 15 | 16 | 17 | 18 | 19 | 20 | 21 | 22 | 23 | 24 | 25 | 26 | 27 | 28 | 29 | 30 | 31 | 32 | 33 | 34 | 35 | 36 | 37 | 38 |
| --------- | - | - | -- | -- | -- | -- | -- | -- | -- | -- | -- | -- | -- | -- | -- | -- | -- | -- | -- | -- | -- | -- | -- | -- | -- | -- | -- | -- | -- | -- | -- | -- | -- | -- | -- | -- | -- | -- |
| Luogo     | C | T | C  | T  | C  | T  | C  | T  |    | C  | T  | C  | T  | C  | T  | C  | T  | C  | T  | T  | C  | T  | C  | T  | C  | T  | C  |    | T  | C  | T  | C  | T  | C  | T  | C  | T  | C  |
| Risultato | V | N | P  | P  | N  | P  | V  | P  |    | V  | V  | P  | P  | P  | P  | P  | N  | V  | P  | P  | P  | V  | P  | P  | P  | P  | P  |    | P  | P  | P  | P  | P  | P  | P  | P  | N  | N  |
| Posizione | 2 | 3 | 11 | 14 | 14 | 16 | 14 | 15 | 15 | 13 | 12 | 14 | 14 | 14 | 14 | 16 | 17 | 15 | 15 | 16 | 16 | 16 | 16 | 18 | 18 | 18 | 18 | 18 | 18 | 18 | 19 | 19 | 19 | 19 | 19 | 19 | 19 | 19 |

Legenda:

Luogo: C = Casa; T = Trasferta. Risultato: V = Vittoria; N = Pareggio; P = Sconfitta.

### Statistiche dei giocatori
| Giocatore       | Regionalliga nord | Regionalliga nord | Regionalliga nord | Regionalliga nord | Coppa di Germania | Coppa di Germania | Coppa di Germania | Coppa di Germania | Totale   | Totale | Totale      | Totale     |
| Giocatore       | Presenze          | Reti              | Ammonizioni       | Espulsioni        | Presenze          | Reti              | Ammonizioni       | Espulsioni        | Presenze | Reti   | Ammonizioni | Espulsioni |
| --------------- | ----------------- | ----------------- | ----------------- | ----------------- | ----------------- | ----------------- | ----------------- | ----------------- | -------- | ------ | ----------- | ---------- |
| D. Adamović     | 7                 | 0                 | 1                 | 0                 | 0                 | 0                 | 0                 | 0                 | 7        | 0      | 1           | 0          |
| T. Aksoy        | 16                | 0                 | 6                 | 0                 | 1                 | 0                 | 0                 | 0                 | 17       | 0      | 6           | 0          |
| M. Bellomo      | 4                 | 0                 | 0                 | 0                 | 0                 | 0                 | 0                 | 0                 | 4        | 0      | 0           | 0          |
| R. Benschneider | 9                 | 1                 | 4                 | 0                 | 0                 | 0                 | 0                 | 0                 | 9        | 1      | 4           | 0          |
| I. Chikelue     | 0                 | 0                 | 0                 | 0                 | 0                 | 0                 | 0                 | 0                 | 0        | 0      | 0           | 0          |
| I. Cil          | 3                 | 0                 | 0                 | 0                 | 0                 | 0                 | 0                 | 0                 | 3        | 0      | 0           | 0          |
| M. Cornelius    | 17                | 2                 | 2                 | 0                 | 1                 | 1                 | 0                 | 0                 | 18       | 3      | 2           | 0          |
| M. Diederichs   | 1                 | 0                 | 0                 | 0                 | 0                 | 0                 | 0                 | 0                 | 1        | 0      | 0           | 0          |
| F. Efendić      | 0                 | 0                 | 0                 | 0                 | 0                 | 0                 | 0                 | 0                 | 0        | 0      | 0           | 0          |
| E. Empere       | 13                | 4                 | 3                 | 0                 | 1                 | 0                 | 0                 | 0                 | 14       | 4      | 3           | 0          |
| T. Felsenberg   | 15                | 1                 | 1                 | 0                 | 1                 | 0                 | 0                 | 0                 | 16       | 1      | 1           | 0          |
| M. Frank        | 9                 | 0                 | 2                 | 1                 | 0                 | 0                 | 0                 | 0                 | 9        | 0      | 2           | 1          |
| M. Fuß          | 21                | 2                 | 3                 | 1                 | 1                 | 0                 | 0                 | 0                 | 22       | 2      | 3           | 1          |
| T. Günes        | 8                 | 0                 | 2                 | 0                 | 0                 | 0                 | 0                 | 0                 | 8        | 0      | 2           | 0          |
| M. Hauswald     | 18                | 2                 | 1                 | 0                 | 0                 | 0                 | 0                 | 0                 | 18       | 2      | 1           | 0          |
| T. Heinicke     | 2                 | 0                 | 1                 | 0                 | 0                 | 0                 | 0                 | 0                 | 2        | 0      | 1           | 0          |
| C. Iloenyosi    | 1                 | 1                 | 0                 | 0                 | 0                 | 0                 | 0                 | 0                 | 1        | 1      | 0           | 0          |
| M. Isakowitz    | 2                 | 0                 | 0                 | 0                 | 0                 | 0                 | 0                 | 0                 | 2        | 0      | 0           | 0          |
| G. Jaekel       | 12                | 2                 | 3                 | 0                 | 0                 | 0                 | 0                 | 0                 | 12       | 2      | 3           | 0          |
| E. Jelmazi      | 10                | 1                 | 4                 | 0                 | 0                 | 0                 | 0                 | 0                 | 10       | 1      | 4           | 0          |
| M. Jesse        | 22                | 4                 | 8                 | 1                 | 1                 | 0                 | 1                 | 0                 | 23       | 4      | 9           | 1          |
| T. Joos         | 4                 | 0                 | 0                 | 0                 | 0                 | 0                 | 0                 | 0                 | 4        | 0      | 0           | 0          |
| R. Jovanović    | 2                 | 3                 | 0                 | 0                 | 0                 | 0                 | 0                 | 0                 | 2        | 3      | 0           | 0          |
| I. Kozák        | 26                | 0                 | 3                 | 1                 | 1                 | 0                 | 0                 | 0                 | 27       | 0      | 3           | 1          |
| D. Kraljevic    | 9                 | 0                 | 2                 | 0                 | 0                 | 0                 | 0                 | 0                 | 9        | 0      | 2           | 0          |
| W. Kronhardt    | 19                | 1                 | 5                 | 2                 | 1                 | 0                 | 0                 | 0                 | 20       | 1      | 5           | 2          |
| E. Krontiris    | 6                 | 1                 | 0                 | 0                 | 1                 | 0                 | 0                 | 0                 | 7        | 1      | 0           | 0          |
| S. Lazarevski   | 4                 | 0                 | 0                 | 0                 | 0                 | 0                 | 0                 | 0                 | 4        | 0      | 0           | 0          |
| U. Lehmann      | 1                 | 0                 | 0                 | 0                 | 0                 | 0                 | 0                 | 0                 | 1        | 0      | 0           | 0          |
| S. Malchow      | 9                 | 0                 | 0                 | 0                 | 1                 | 0                 | 0                 | 0                 | 10       | 0      | 0           | 0          |
| T. Manteufel    | 3                 | 0                 | 1                 | 0                 | 0                 | 0                 | 0                 | 0                 | 3        | 0      | 1           | 0          |
| J. Mutschler    | 1                 | 0                 | 0                 | 0                 | 0                 | 0                 | 0                 | 0                 | 1        | 0      | 0           | 0          |
| F. Müller       | 17                | 0                 | 1                 | 0                 | 0                 | 0                 | 0                 | 0                 | 17       | 0      | 1           | 0          |
| S. Müller       | 0                 | 0                 | 0                 | 0                 | 0                 | 0                 | 0                 | 0                 | 0        | 0      | 0           | 0          |
| M. Njie         | 7                 | 0                 | 2                 | 1                 | 0                 | 0                 | 0                 | 0                 | 7        | 0      | 2           | 1          |
| N. Noltemeier   | 4                 | 0                 | 0                 | 0                 | 0                 | 0                 | 0                 | 0                 | 4        | 0      | 0           | 0          |
| Y. Petrov       | 10                | 0                 | 5                 | 0                 | 0                 | 0                 | 0                 | 0                 | 10       | 0      | 5           | 0          |
| R. Renno        | 32                | 0                 | 1                 | 0                 | 1                 | 0                 | 0                 | 0                 | 33       | 0      | 1           | 0          |
| M. Rodriguez    | 4                 | 0                 | 1                 | 0                 | 0                 | 0                 | 0                 | 0                 | 4        | 0      | 1           | 0          |
| B. Sabani       | 14                | 0                 | 5                 | 0                 | 0                 | 0                 | 0                 | 0                 | 14       | 0      | 5           | 0          |
| G. Senol        | 8                 | 0                 | 1                 | 0                 | 0                 | 0                 | 0                 | 0                 | 8        | 0      | 1           | 0          |
| S. Simm         | 15                | 1                 | 2                 | 0                 | 1                 | 0                 | 0                 | 0                 | 16       | 1      | 2           | 0          |
| M. Steinhauf    | 13                | 1                 | 4                 | 0                 | 1                 | 0                 | 0                 | 0                 | 14       | 1      | 4           | 0          |
| T. Sterjovski   | 10                | 0                 | 3                 | 0                 | 0                 | 0                 | 0                 | 0                 | 10       | 0      | 3           | 0          |
| T. Suwary       | 7                 | 1                 | 2                 | 0                 | 0                 | 0                 | 0                 | 0                 | 7        | 1      | 2           | 0          |
| I. Taljević     | 18                | 2                 | 5                 | 1                 | 0                 | 0                 | 0                 | 0                 | 18       | 2      | 5           | 1          |
| S. Vidic        | 2                 | 0                 | 0                 | 0                 | 0                 | 0                 | 0                 | 0                 | 2        | 0      | 0           | 0          |
| J. Walle        | 16                | 0                 | 5                 | 0                 | 0                 | 0                 | 0                 | 0                 | 16       | 0      | 5           | 0          |
| N. Weiland      | 23                | 0                 | 5                 | 0                 | 1                 | 0                 | 0                 | 0                 | 24       | 0      | 5           | 0          |
| F. Wohlgemuth   | 20                | 0                 | 6                 | 1                 | 0                 | 0                 | 0                 | 0                 | 20       | 0      | 6           | 1          |